# تام‌بوی‌ها (فیلم)
تام‌بوی‌ها (انگلیسی: Tomboys) یک فیلم ترسناک است که در سال ۲۰۰۹ منتشر شد.